# ゲームのかんづめ
『ゲームのかんづめ』（サブタイトル「SEGA GAME CAN」）は、1994年3月18日にセガから発売されたメガCD用オムニバスゲームソフト。過去にセガ・ゲーム図書館で配信されたセガのアーケードゲーム・メガドライブ移植版のゲーム図書館配信版ソフト、ミニゲームを収録している。
「かんづめ」と題されているとおり、CD-ROMがアルバムCDサイズの缶に入っているのが特色。販売時には、缶はプラスチック製のソフトパックに封入されていた。赤い缶の「Vol.1」、青い缶の「Vol.2」に分「缶」された2作が同時にリリースされた。

## 概要
もともと、個々のゲームはオンラインソフトの先駆けと言える「セガゲーム図書館」の専用タイトルだった。当時はブロードバンドが普及する遥か前で、大多数の一般層はコンピュータをネットに繋ぐ環境が無かったこともあり、オフラインでも遊べるように、これらのゲームをまとめて市販化したのが本作である。Vol.1と2でタイトル数が違うが、当時のアナログ回線で配信できるゲームとなると相当軽量なものとして制作しなければならなかった事情もあり、その制約もあってこの収録バランスとなったようである。各ゲームは『ゲームのかんづめ』に収録されるに当たって、BGMがCD音源を使用したものになったり、Vol.1のフリッキーがAC版をベースとした挙動になったりなどのリメイクが施された。
なお、その後いくつかのアーケード移植タイトルは海外MD(GENESIS)での単体販売、SS『SEGA AGES/メモリアルセレクション』への（AC版）同梱収録、ドリームライブラリによる配信など、様々な形で現在に至って適宜復活している。
翌1995年6月には、当時セガが一部のCATVで展開していたゲーム配信サービス・「セガチャンネル」用に、前記2作より『ファンタシースターII テキストアドベンチャー』以外を全作収録した『ゲームのかんづめ お徳用』がリリースされた。内容は「セガゲーム図書館」で配信されていたオリジナル版に準じており、タイトル画面も含めたBGMはメガドライブの内蔵音源を使う形式であった。
特殊なリリース形式のため、一般ユーザーには殆ど『お徳用』の存在は知られていなかったが、約24年後の2019年9月、セガ自ら手掛けリリースされる復刻系ゲーム機・メガドライブ ミニにプリインストールされる42作品の一つとして、この『お徳用』が収録された。ゲーム映像以外のビジュアルは缶に印刷したタイトルロゴ程度しか無かったため、移植を担当したエムツーのデザイナーが描き下ろしたイラストがメガドライブ（カートリッジ版）のパッケージを模す形で使われている。

## ゲーム
タイトル画面やゲームセレクト画面には林原めぐみのナレーション（『お徳用』にはナレーション無し）を得たアニメチックな女性キャラクターが登場。プレイヤーが指示されている方向キーとスタートボタン以外のキーを押すと、このキャラクターが「(ボタンの名前)ボタンじゃないのー」と喋り、やんわりと窘める。一部ゲームのハイスコアとゲーム進度、エディットマップ(ピラミッドマジック)のセーブに対応している。
収録されているゲームタイトルは以下の通り。
- 「※」はAC及びセガ・マークIII移植タイトル
- 「〇」は2人プレイ対応タイトル

### VoL.1収録タイトル
- ※フリッキー

多数ホビーPC、コンシューマ機へ移植されているタイトル。それまでの歴代ハード上ではAC版に最も近かった移植だが、BGMがシンセナイズドされている。
- 〇パドルファイター -大宇宙一のエアホッケー野郎！-

8キャラクターセレクト、7ポイント先取型の対戦エアホッケー。
- 〇ハイパーマーブルス

10ラウンド制　対戦型で、球状のプレイヤーでプレーヤーフィールドから相手を電磁フィールドへ弾き飛ばし破壊。フィールドに残った者が勝者となる。
- ピラミッドマジック総集編(1、2、3、スペシャル)

アクションパズルゲーム。第1部からはじまり、2部→3部→スペシャルの4部構成。5ステージ毎のセーブポイントでシナリオ進度のセーブ、オリジナルで作成したマップのセーブが最大8つ可能。
『お徳用』には総集編ではなく、1作目のみが収録されている。
- ファンタシースターIIテキストアドベンチャー

ファンタシースターIIの以下4名のそれぞれの視点でのシナリオを収録。HP制。
シルカの冒険
アーミアの冒険
ヒューイの冒険
ユーシスの冒険

### VoL.2収録タイトル
- 死の迷宮

ローグタイプの自動生成型ダンジョンRPG。GG『ドラゴンクリスタル』のシステムを使用。海外での単品MDタイトル「Fatal Labyrinth」としてリリースされている。迷宮の中に落ちているアイテムを拾いながら進んでいく。隠し扉や空腹の概念があり、体力がゼロになると4フロア毎の区切りの最初のステージに戻される。
- パターゴルフ

題材であるスポーツのミニゲーム化。仕掛けが凝っている全18ホール。
- メダルシティ

30枚のメダルを元手にポーカー、スロット、ブラックジャックで十万枚のメダル獲得を目指すミニゲーム。パスワードコンティニュー制。
- 16t

ループ制マップのアクションゲーム。マイキャラ名、ストーリーが著名ゲームメーカーリリースにしては奇抜なつくりとして語り草となっている。主人公のアップル がいきち(メガドライブミニ収録版では「だいきち」に変更されている)を操作しながら、16tの重りを使用して上部ルーレット状になっているジェネレーターから排出される敵を重りでの自滅を避けつつ潰していく。全21面。
「16t」は同社ファンタジーゾーンの16tボムやモンティパイソンの一部スケッチが元ネタとなっている。
- 〇ロボットバトラー

パーツパワーアップ制のロボットアクションゲーム。3コンティニュー制。
- ※テディーボーイブルース

当時新人アイドルの石野陽子（現石野よう子）の同名デビューシングルがリリースされ、ゲームとアーティストのタイアップの先駆けとなったアクションゲーム。
同名ACからの移植だが、収録された配信版はグラフィックはMDへ合せてあるものの、ゲームシステムをマイカードMkIII版移植ベースとしたもの。全30ステージで、BGMの曲調が版権上の問題で変更されている。3コンティニュー制。スコアは1億点でリセットされる。
- アウォーグ

サイバーうちわを仰ぐ浮力で、悪の要塞を攻略する縦スクロールアクションゲーム。ライフ、残機制。
- ※イカスぜ!恋のどきどきペンギンランドMD

こちらも同名ACからのMkIII版が移植ベース。マップ最上部から卵を表示されるゲージの高さを越さないよう床を削りながら割らず/ゲンゴロウに割らせずに最下部のペンコの家まで降ろしていく。4ステージ毎のパスワードコンティニュー制。
- ファンタシースターIIテキストアドベンチャー

ファンタシースターIIの以下4名のそれぞれの視点でのシナリオを収録。HP制。
ネイの冒険
ルドガーの冒険
カインズの冒険
アンヌの冒険

### お徳用収録タイトル
- 〇キスショット

メニューには表示されない隠しゲーム。メニュー画面で「メダルシティ」にカーソルを合わせ、A・B・Cボタンを全て押した状態でスタートすると起動する。
CPU対戦と2人対戦が可能なビリヤード。ナインボールとボウラードの2種類のルールで遊べる。